# Дроморнісові
Дроморнісові (Dromornithidae) — родина викопних птахів ряду Гусеподібні (Anseriformes), що існувала протягом олігоцену-плейстоцену в Австралії та Тасманії. Це, в основному, велетенські хижі птахи. Найбільші представники родини — Dromornis australis та Dromornis stirtoni, сягали 2,5 м завдовжки та 500 кг ваги. Вид Genyornis newtoni був відомим австралійським аборигенам і вимер 11 тис. років тому. Серед причин зникнення родини у плейстоцені розглядають зміну клімату, лісові пожежі та полювання людини.

## Етимологія
Наукова назва — Dromornithidae, походить від грецького: dromaios (швидкий бігун), та ornis (птахи).

## Класифікація
Раніше родину вважали близькою до ему та казуарів, але дослідження останніх років показали близькість до паламедеєвих (Anhimidae), тому родину віднесли до ряду гусеподібні.
Відомо 7 видів у 5 родах:
- Dromornis †

- Dromornis australis †
- Dromornis stirtoni †

- Barawertornis †

- Barawertornis tedfordi †

- Bullockornis †

- Bullockornis planei †

- Ilbandornis †

- Ilbandornis lawsoni †
- Ilbandornis woodburnei †

- Genyornis †

- Genyornis newtoni †